# Danya Al-Sharif
Danya Alaeddin Al-Sharif (Arabia Saudí, 19 de octubre de 2000) es una futbolista saudí que juega como defensa en el Al-Qadsiah equipo de la Saudi Women's Premier League.

## Trayectoria
Al-Sharif jugó con el Al-Qadsiah en la 2023-24 temporada de la Saudi Women's Premier League. 
Al-Sharif contribuyó a que su equipo obtuviera el tercer puesto en la liga y una medalla de bronce en la SAFF Women's Cup 2023-24.
Al final de la temporada, Al-Sharif fue seleccionada entre las 11 mejores jugadoras (Equipo de la Temporada) de la Saudi Women's Premier League 2023-24.

## Clubes
| Club       | País           | Año       |
| ---------- | -------------- | --------- |
| Al-Qadsiah | Arabia Saudita | 2022-act. |

## Palmarés

### Distinciones individuales
| Distinción                                                | Años |
| --------------------------------------------------------- | ---- |
| Equipo de la temporada de la Saudi Women's Premier League | 2024 |